# 6 Sextantis
6 Sextantis är en vit stjärna i huvudserien i Sextantens stjärnbild.
6 Sextantis har visuell magnitud +6,01 och är svagt synlig för blotta ögat vid mycket god seeing. Den befinner sig på ett avstånd av ungefär 205 ljusår.